# Michael Balcon
Michael Balcon   (Birmingham, 19 de maig de 1896 - Hartfield, 17 d'octubre de 1977) va ser un productor de cinema britànic.
És conegut sobretot per haver estat el productor de les primeres pel·lícules d'Alfred Hitchcock

## Biografia
Michael Balcon, que va néixer 19 maig 1896 a Birmingham, i mort el 17 octubre 1977 Hartfield Sussex, East va ser el quart dels cinc fills de Luigi Balcon (1858-1946) i la seva dona, Laura Greenberg (1863-1934). Va créixer en una família respectable, però empobrida, el 1907 Balcon va aconseguir una beca per estudiar a l'escola George Dixon Grammar a Birmingham, però va haver d'abandonar l'escola el 1913 a causa dels problemes financers de la seva família. Va treballar com a aprenent de joier, va ser rebutjat per al servei militar a la Primera Guerra Mundial a causa d'una visió defectuosa. El 1915 se'n va anar a treballar per a la Companyia Dunlop.
El 10 d'abril de 1924, es va casar amb Aileen Leatherman Freda (1904-1988), filla de Max Jacobs i Leatherman Beatrice, nascuda a Middlesex, però criada a Johannesburg. El seu matrimoni va ser feliç i va durar fins a la mort de Balcon. Van tenir dos fills: Jill (1925-2009), i Jonathan, nascut el 1931.
El seu amic Victor Saville va suggerir que entrés al món del cinema en una empresa de distribució creada el 1919. El 1921 Balcon i el director Graham Cutts van crear Gainsborough Pictures, que el 1923 va produir la pel·lícula "Woman to Woman", dirigida per Cutts i escrita per Alfred Hitchcock.En veure el jove Alfred Hitchcock treballar com a dissenyador, guionista, ajudant de director, Balcon va creure en ell i li va oferir dirigir la seva primera pel·lícula, El jardí de l'alegria, que va ser seguit per "L'àguila de la muntanya", The Lodger", "Downhill", "Easy Virtue", "The Man Who Knew Too Much ","Els 39 graons ","Secret Agent "i "Sabotage".
Gainsborough va ser absorbida per Gaumont Pictures; Balcon va continuar de productor, i el 1930 va ajudar l'actor Conrad Veidt a fugir de l'Alemanya nazi.Balcon, de tornada d'un viatge als EUA el 1936 va trobar la Gaumont en ruïna financera, i va treballar breument per la MGM. El 1938 es van crear els Ealing Studios. En aquests estudis es van produir els anys 50 desenes de pel·lícules. Era la creença de Balcon que per aconseguir l'èxit internacional, la pel·lícula havia de tenir un fort caràcter nacional i identificable. Les més coneguda d'aquestes pel·lícules van ser les comèdies d'Alec Guinness "Blue Bloods", "The Lavender Hill Mob", "L'home de blanc" i "The Ladykillers", i l'aventura de "Scott a l'Antàrtida" (més tard parodiada a "Monty Python Flying Circus").Balcon va ser nomenat cavaller el 1948.Després que la Ealing tanqués les seves portes el 1957, es va crear la Brynston Films, una companyia de producció independent. L'última pel·lícula on va treballar com a productor executiu el 1963 va ser "Tom Jones".Encara que oficialment es va retirar, després d'aquesta data Balcon va seguir encoratjant als joves directors i va ser president de l'Institut de Cinema Britànic. Va morir el 1977. El 1989, el seu nebot, Daniel Day-Lewis va guanyar un premi de l'Acadèmia per "El meu peu esquerre", i va declarar acceptar-lo "en honor de l'avi, Michael Balcon.

## Filmografia

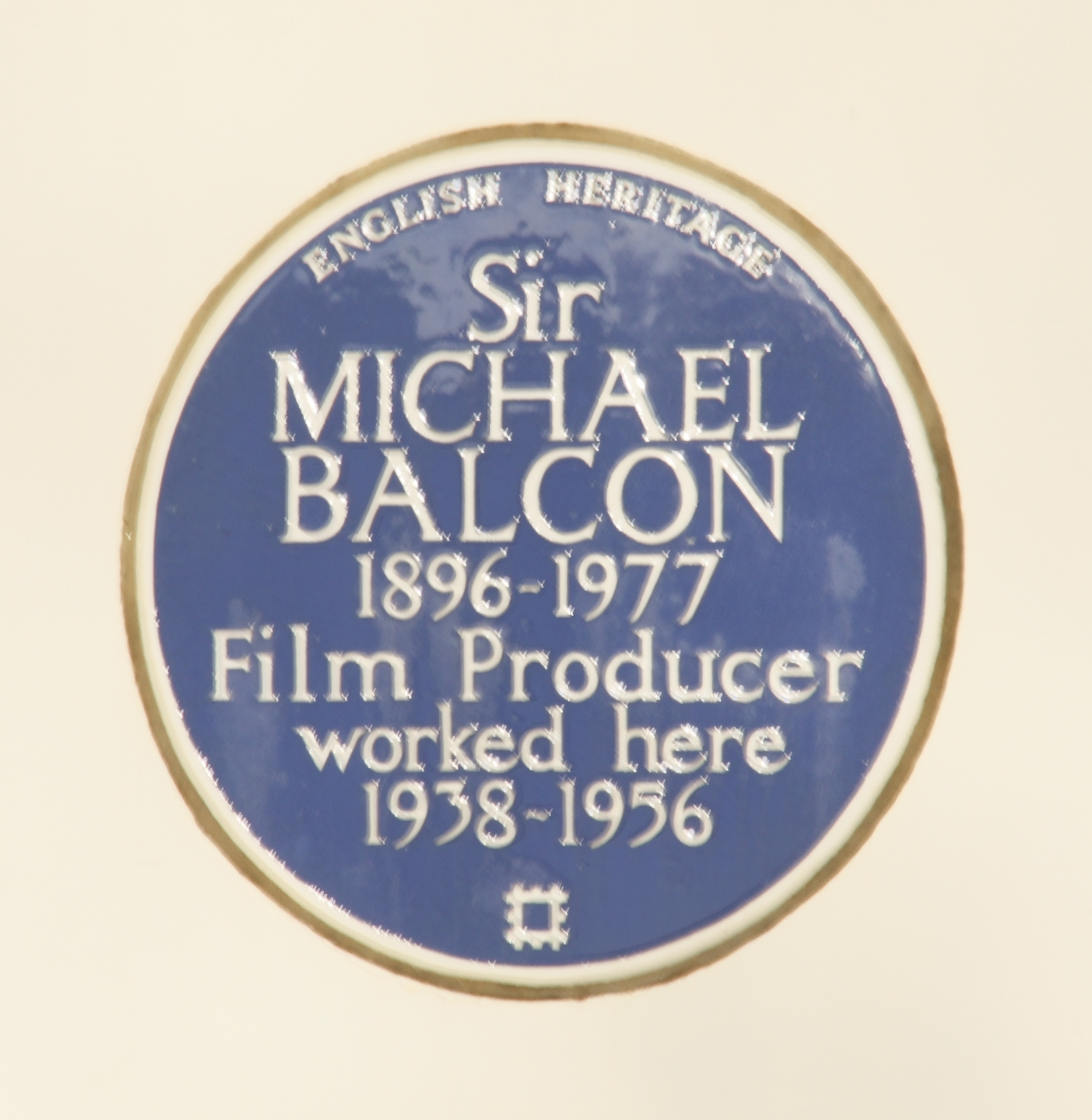
Placa blava de Michael Balcon

| - 1923: Woman to Woman - 1923: The White Shadow - 1924: The Prude's Fall - 1924: The Passionate Adventure - 1925: A Typical Budget - 1925: So This Is Jollygood - 1925: The Rat - 1925: Cut It Out - 1925: The Blunderland of Big Game - 1925: Battling Bruisers - 1925: Die Prinzessin und der Geiger - 1925: The Pleasure Garden - 1926: The Sea Urchin - 1926: The Mountain Eagle - 1926: The Triumph of the Rat - 1927: The Lodger - 1927: Blighty - 1927: The Queen Was in the Parlour - 1927: Downhill - 1927: Der Geisterzug - 1927: One of the Best - 1928: The Light Woman - 1928: The Constant Nymph - 1928: Easy Virtue - 1928: The Vortex - 1928: The Rolling Road - 1928: Balaclava - 1928: The First Born - 1929: The Return of the Rat - 1929: Just for a Song - 1929: The Crooked Billet - 1929: Taxi for Two - 1929: City of Play - 1929: Woman to Woman - 1930: A Warm Corner - 1930: The Walsh Brothers - 1930: The Volga Singers - 1930: Toyland - 1930: Third Time Lucky - 1930: Pete Mandell and His Rhythm Masters No. 2 - 1930: Pete Mandell and His Rhythm Masters No. 1 - 1930: Martini and His Band No. 2 - 1930: Martini and His Band No. 1 - 1930: Lewis Hardcastle's Dusky Syncopaters - 1930: Hal Swain and His Sax-O-Five - 1930: Gypsy Land - 1930: George Mozart in Domestic Troubles - 1930: Ena Reiss - 1930: Elsie Percival and Ray Raymond - 1930: Dusky Melodies - 1930: Dick Henderson - 1930: Classic v Jazz - 1930: The Blue Boys No. 2 - 1930: The Blue Boys No. 1 - 1930: Black and White - 1930: Billie Barnes - 1930: Ashes - 1930: Al Fresco - 1930: Symphony in Two Flats - 1931: Who Killed Doc Robin? - 1931: Wee Hoose Among the Heather - 1931: Tobermory - 1931: The Stronger Sex - 1931: Somebody's Waiting for Me - 1931: She Is Ma Daisy - 1931: The Saftest of the Family - 1931: Roaming in the Gloaming - 1931: Nanny - 1931: I Love to Be a Sailor - 1931: I Love a Lassie - 1931: Hot Heir - 1931: Bull Rushes - 1931: The Ringer - 1931: Aroma of the South Seas - 1931: Night in Montmartre - 1931: The Man They Couldn't Arrest - 1931: The Ghost Train - 1931: Hindle Wakes - 1931: Michael and Mary - 1931: Dr. Josser, K.C. - 1931: Sunshine Susie - 1931: A Gentleman of Paris - 1932: The Midshipmaid - 1932: Marry Me - 1932: Love on Wheels - 1932: Lord Babs - 1932: The Frightened Lady - 1932: The Hound of the Baskervilles - 1932: White Face - 1932: The Faithful Heart - 1932: Jack's the Boy - 1932: There Goes the Bride - 1932: Rome Express - 1932: After the Ball - 1933: Orders Is Orders - 1933: The Man from Toronto - 1933: Leave It to Smith - 1933: It's a Boy - 1933: Britannia of Billingsgate - 1933: The Good Companions - 1933: Sleeping Car - 1933: The Ghoul - 1933: I Was a Spy - 1933: Turkey Time - 1933: The Constant Nymph - 1934: Wild Boy - 1934: The Man Who Knew Too Much - 1934: The Clairvoyant - 1934: Jack Ahoy - 1934: Princess Charming - 1934: Man of Aran - 1934: Evergreen - 1934: Soldiers of the King - 1934: A Cup of Kindness - 1934: Chu-Chin-Chow - 1934: Red Ensign | - 1934: My Song for You - 1934: Jew Süss - 1934: The Camels Are Coming - 1934: The Iron Duke - 1935: Things Are Looking Up - 1935: Oh, Daddy! - 1935: Lady in Danger - 1935: The Guv'nor - 1935: Foreign Affaires - 1935: Car of Dreams - 1935: Bulldog Jack - 1935: Brown on Resolution - 1935: The 39 Steps - 1935: Me and Marlborough - 1935: The Tunnel - 1935: First a Girl - 1935: King of the Damned - 1936: Rhythm in the Air - 1936: All In - 1936: The First Offence - 1936: Tudor Rose - 1936: Pot Luck - 1936: Secret Agent - 1936: Where There's a Will - 1936: The Man Who Changed His Mind - 1936: Everybody Dance - 1936: Sabotage - 1936: Jack of All Trades - 1936: Windbag the Sailor - 1937: Take My Tip - 1937: Doctor Syn - 1938: Sailing Along - 1938: A Yank at Oxford - 1938: The Gaunt Stranger - 1938: Climbing High - 1938: The Ware Case - 1939: Happy Families - 1939: Let's Be Famous - 1940: Dangerous Comment - 1940: All Hands - 1940: The Big Blockade - 1940: Now You're Talking - 1940: The Proud Valley - 1940: Let George Do It! - 1940: Convoy - 1940: Sailors Three - 1941: The Ghost of St. Michael's - 1942: Go to Blazes - 1942: Ships with Wings - 1942: The Black Sheep of Whitehall - 1942: Next of Kin - 1942: El capatàs se'n va anar a França (The Foreman Went to France) - 1942: The Goose Steps Out - 1942: Went the Day Well? - 1943: Nine Men - 1943: The Bells Go Down - 1943: Undercover - 1943: My Learned Friend - 1943: San Demetrio London - 1944: The Halfway House - 1944: For Those in Peril - 1944: Fiddlers Three - 1944: Champagne Charlie - 1945: The Return of the Vikings - 1945: Painted Boats - 1945: Dead of Night - 1945: Johnny Frenchman - 1946: Pink String and Sealing Wax - 1946: The Captive Heart - 1946: The Overlanders - 1947: Hue and Cry - 1947: Nicholas Nickleby - 1947: The Loves of Joanna Godden - 1947: Frieda - 1947: It Always Rains on Sunday - 1948: Against the Wind - 1948: Saraband for Dead Lovers - 1948: Another Shore - 1948: Scott of the Antarctic - 1949: Passport to Pimlico - 1949: Kind Hearts and Coronets - 1949: Whisky Galore ! - 1949: Train of Events - 1949: A Run for Your Money - 1950: The Blue Lamp - 1950: Bitter Springs - 1950: Cage of Gold - 1950: The Magnet - 1951: Pool of London - 1951: The Lavender Hill Mob - 1951: L'home del vestit blanc (The Man in the White Suit) - 1951: Where No Vultures Fly - 1952: Mandy - 1953: The Cruel Sea - 1953: The Titfield Thunderbolt - 1953: The Square Ring - 1953: Meet Mr. Lucifer - 1954: The Love Lottery - 1954: The Maggie - 1954: Lease of Life - 1954: The Divided Heart - 1955: Out of the Clouds - 1955: The Night My Number Came Up - 1955: El quintet de la mort (The Ladykillers) - 1956: Who Done It? - 1956: The Feminine Touch - 1956: The Long Arm - 1957: The Man in the Sky - 1957: The Shiralee - 1957: Barnacle Bill - 1958: Dunkirk - 1958: Nowhere to Go - 1959: The Siege of Pinchgut - 1959: The Scapegoat - 1961: The Long and the Short and the Tall - 1963: Tom Jones |

## Premis
- Cavaller comandant de l'Orde de l'Imperi Britànic, Regne Unit (1948)[1]